# Église Saints-Pierre-et-Paul d'Ostende
Pour les articles homonymes, voir Église Saints-Pierre-et-Paul.
L’église Saints-Pierre-et-Paul (en néerlandais Sint-Petrus-en-Pauluskerk) est un édifice religieux catholique de style néo-gothique sis dans le centre historique de la ville d’Ostende, en Belgique.  Construite en 1899 à l’initiative de Léopold II elle remplace une autre église plus ancienne.

## Histoire
Souhaitant donner une image grandiose de la Belgique le roi Léopold II avait de grands projets architecturaux. L’un d’eux était de construire aux deux extrémités du pays - Ostende et Arlon - des églises qui dominent l’horizon et puissent être vues de loin. A Arlon, ce sera, au début du XXe siècle, l’église Saint-Martin. A Ostende il soutient avec enthousiasme le projet de la nouvelle église Saint-Pierre-et-Saint-Paul. 
Les travaux commencent en 1899 sur le site de l’ancienne église Saint-Pierre détruite dans un incendie le 14 août 1896. Achevée en 1908 elle est consacrée par Mgr Gustave Waffelaert, évêque de Bruges, et ouverte au culte le 31 août 1908.  
L’église a été conçue dans le style néo-gothique, très populaire à l’époque, et édifiée selon les plans de l’architecte Louis de la Censerie qui aurait été inspiré par la cathédrale gothique de Cologne et l’église votive’ néo-gothique de Vienne. L’église a 70 mètres de long et 30 mètres de large. Ses clochers avec flèches s'élèvent à 72 mètres du sol.
Une chapelle-mausolée fut érigée à l’extérieur et dans le prolongement du sanctuaire de l’église pour y recevoir le corps de Louise-Marie, première reine des Belges, décédée à Ostende le 11 octobre 1850.

## Description
- Le tympan au-dessus de l’entrée principale est décoré de motifs géométriques dans un cadre ogival.  Trois sculptures de l’artiste anversois Jean-Baptiste Van Wint, sont incorporées dans cette façade, de gauche à droite : saint Pierre, la Vierge Marie (entre les deux portes centrales) et à droite : saint Paul. Au-dessus du portail se trouve la rosace.

- A la croisée du transept un pinacle ou tourelle de soutien sert de poids supplémentaire pour neutraliser la pression latérale du bâtiment en augmentant la pression verticale. En outre, on trouve les éléments gothiques typiques tels que balustrades (à la base du toit), gargouilles sous forme de monstres, et de nombreuses croix.

- La voûte de la nef est à nervures croisées de quatre pièces, typiques du gothique français. Le mobilier intérieur, conçu par l’architecte, est également de style néo-gothique. Ce mobilier a été fabriqué par des artisans d’Anvers et de Bruges.

- Les vitraux d’origine ont été détruits durant l’une ou l’autre des deux Guerres mondiales. La seule fenêtre d’origine se trouve dans le mausolée de Louise-Marie. Tous les vitraux actuels sont de l’artiste verrier Michel Martens (1921-2006). A l’intérieur de l’église, sur le mur à gauche de l’autel des vitraux de tous les rois belges - de Léopold I à Baudouin - et de la reine Louise Marie. Le vitrail du roi Baudouin le représente jeune et portant des lunettes. D’autres vitraux représentent des scènes tirées des vies des saints patrons Pierre et Paul et saint Martin et la prise historique d’Ostende à la fin du siège de 1603 .

- L’orgue Schyven de 1907 endommagé durant la Seconde Guerre mondiale, fut restauré en 1954 avec le remplacement de l’ancien mécanisme. En 1997-1999, une nouvelle restauration fut nécessaire avec retour au style original : le nombre de registres fut porté à 43. Une nouvelle armoire de style néo-gothique fut également créée. Le nouvel orgue fut inauguré le 7 mai 2000.

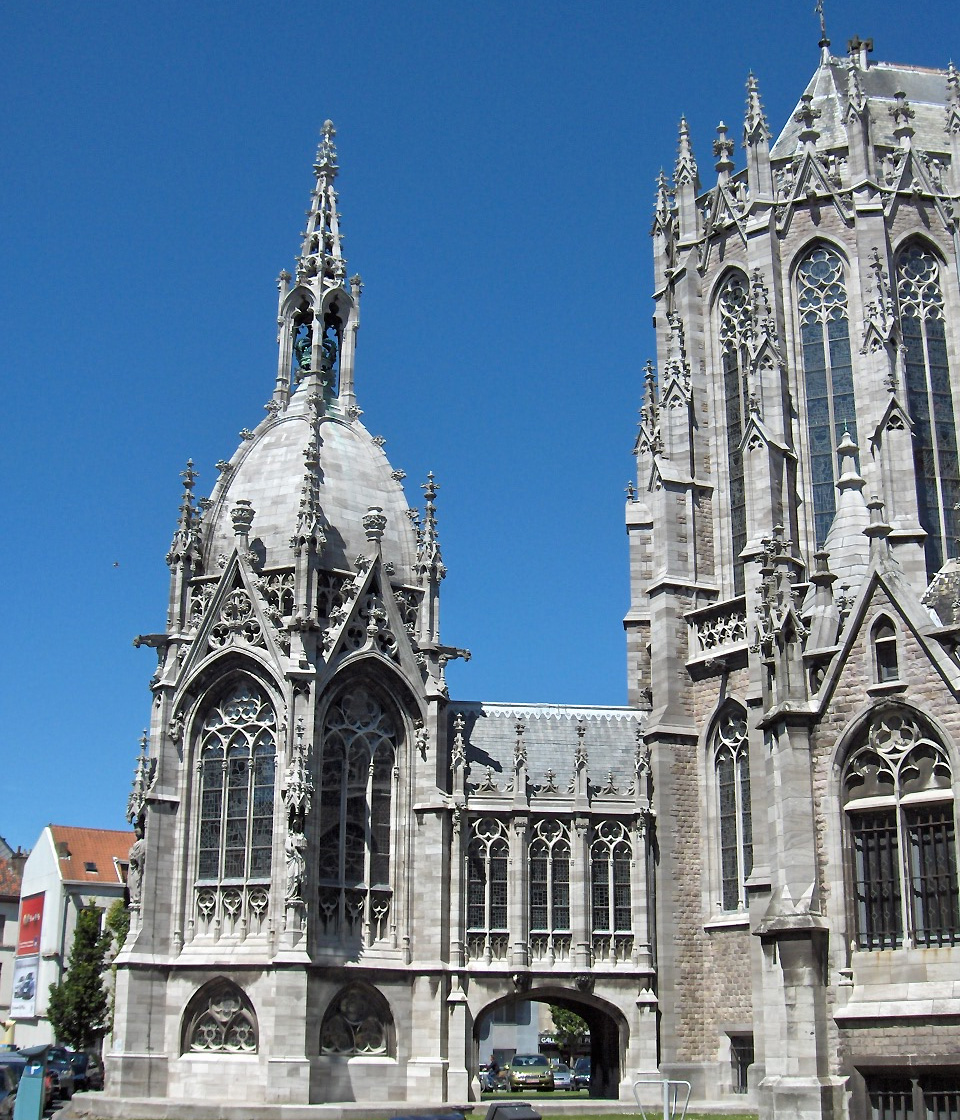
La chapelle-mausolée de la reine Louise-Marie, à l'arrière de l'église

## La chapelle-mausolée Louise-Marie
Derrière l’église se trouve un bâtiment séparé, mais en lien avec l’église. Il est relié au chœur de l’église par une galerie sur une seule construction d’arc.
C’est une chapelle néo-gothique qui devait abriter la tombe de Louise-Marie, première reine des belges, décédée à Ostende le 11 octobre 1850.  Cette chapelle fut construite à la demande du roi Léopold II pour recevoir le mausolée de la Reine Louise-Marie sauvé de l’incendie qui, en 1896, ravagea l'ancienne église Saint-Pierre.  
De plan hexagonal avec voûte en dôme hexagonal hérissé, la chapelle est haute de 28 mètres. Au sommet se trouve une tourelle ouverte aux quatre vents, avec une courte flèche protégeant une couronne royale de bronze. L’extérieur de la chapelle est abondamment décoré d’éléments gothiques. Dans les angles extérieurs de la chapelle se trouvent des niches avec des statues de quatre saintes reines : sainte Clotilde, sainte Bathilde de Chelles , sainte Élisabeth de Hongrie et sainte Élisabeth du Portugal.
A l'intérieur se trouve le mausolée qui est une composition sculpturale en marbre blanc de Carrare (1859), œuvre de l’artiste Charles-Auguste Fraikin. C’est une œuvre d'art typiquement romantique. Le monument se trouvait à l’origine dans la crypte de l’ancienne église Saint-Pierre. La Reine n'y fut jamais enterrée. Son corps se trouve dans la crypte royale de Laeken (Bruxelles).